# Barlovento marmoratus
Barlovento marmorata is een hooiwagen uit de familie Agoristenidae. De wetenschappelijke naam van Barlovento marmoratus gaat terug op  González-Sponga. De originele naamcombinatie (protoniem) was Barlovento marmorata González-Sponga, 1981.